# Endrit Hysenagolli
Endrit Hysenagolli (Tirana, 5 luglio 1988) è un cestista albanese.

## Carriera
Con l'Albania ha disputato i Giochi del Mediterraneo di Pescara 2009.

## Palmarès
- Campionati albanesi: 8

Tirana: 2008-09, 2009-10, 2010-11, 2011-12, 2016-17, 2017-18, 2022-23
Kamza: 2012-13
- Coppe d'Albania: 9

Tirana: 2008, 2009, 2011, 2016-17, 2017-18, 2022, 2024
Kamza: 2012
Teuta Durrës: 2018-19
- Supercoppa d'Albania: 7

Tirana: 2008, 2009, 2010, 2011, 2017
Teuta Durrës: 2018, 2019